# Индо-тихоокеанские языки
Индо-тихоокеанские языки — гипотетическая макросемья языков. Выдвинувший гипотезу, Джозеф Гринберг (1971), включил в эту семью папуасские языки (то есть языки Новой Гвинеи, не относящиеся к австронезийским), аборигенные языки Тасмании, а также андаманские языки. Последователи Гринберга (Д. Уоттерс, М. Рулен, Дж. Макуортер) включали в неё также некоторые изоляты Индии (кусунда, нихали).

## Основания гипотезы
Гипотеза основана на приблизительной оценке лексического и типологического сходства, однако не проработана настолько, чтобы её можно было подтвердить сравнительными методами путём реконструкции протоязыка. По этой причине она не пользуется широкой поддержкой среди лингвистов.
Дополнительная трудность состоит в том, что тасманийские языки уже вымерли и засвидетельствованы таким малым числом источников, что большинство сторонников исторической лингвистики считают их классификацию невозможной. Наибольшие противоречия связаны со сравнением наиболее удалённых друг от друга языков — андаманских и тасманийских.

## Лингвистическая типология
Языки этой гипотетической макросемьи являются нетональными языками, существительные имеют показатели падежа, но необязательно — числа. В синтаксисе наиболее часто встречается порядок SOV.

## Состав
Согласно Гринбергу, макросемья состоит из четырнадцати семей. Он предложил следующую классификацию:
- Тасманийская семья
  - Тасманийские языки
- Андаманская семья
  - Андаманские языки
- Новогвинейская семья (включает не все языки Новой Гвинеи)
  - Центрально-новогвинейские языки
  - Языки капауку-балием
  - Горные новогвинейские языки
  - Хуон
  - Северные новогвинейские языки
  - Южные новогвинейские языки
  - Юго-западные новогвинейские языки
- Западные папуасские языки
  - Западные новогвинейские языки
  - Западные языки хальмахера
  - Тиморско-алорские языки
- Восточные новогвинейские языки
  - Восточные новогвинейские языки
- Северо-восточные новогвинейские языки
  - Северо-восточные новогвинейские языки
- Тихоокеанские языки
  - Бугенвильские языки (см. также Восточные папуасские языки)
  - Новобританские языки (см. также Восточные папуасские языки)
  - Центрально-меланезийские языки (см. также Восточные папуасские языки)
    - Центральные языки Соломоновых островов
    - Языки темоту (Санта-Крус)

Эта классификация никогда не пользовалась широкой поддержкой, и позднее Стивен Вурм, исследователь папуасских языков, опубликовал ряд свидетельств, противоречащих данной гипотезе, в частности:
- Северная новогвинейская семья, предложенная Гринбергом, соответствует четырём отдельным семьям, которые описал Вурм: ско, сепик-раму, языки островов Торричелли и северная ветвь трансновогвинейских языков;
- Западная новогвинейская семья (по Гринбергу) соответствует четырём семьям по Вурму: восточные языки полуострова Птичья Голова, языки залива Геелвинк, южные языки полуострова Птичья Голова и западная ветвь острова Бомберай трансновогвинейских языков, а также ветвь острова Птичья Голова западно-папуасских языков.

В теории Гринберга имеются некоторые совпадения с выводами других лингвистов:
- Семья северо-восточных новогвинейских языков (по Гринбергу) почти полностью совпадает с маданг-адельбертской ветвью трансновогвинейских языков (по Вурму)
- И семья восточных новогвинейских языков (по Гринбергу), и восточный основной раздел трансновогвинейских языков (по Вурму) включают семью юго-восточных новогвинейских языков (по Даттону, Tom Dutton).